# Panyingkiran (Jatitujuh)
Panyingkiran is een bestuurslaag in het regentschap Majalengka van de provincie West-Java, Indonesië. Panyingkiran telt 3736 inwoners (volkstelling 2010).